# René Belin
Pour les articles homonymes, voir Belin.
 (janvier 2018).
René Belin, né le 14 avril 1898 à Bourg-en-Bresse (Ain) et mort le 2 janvier 1977 à Lorrez-le-Bocage, est un syndicaliste et homme politique français, engagé dans la révolution nationale en tant que ministre du Travail du régime de Vichy.

## Biographie
Après le décès de son père lorsqu'il avait six ans et alors que sa mère était abandonnée par sa famille directe, René Belin a été confronté à la misère très jeune. Il commence à travailler dès l'âge de quatorze ans comme facteur télégraphiste aux PTT. Au sein de cette administration, par voie de concours, il progresse jusqu’à devenir « rédacteur », un emploi de cadre de direction. Parallèlement, il s'engage dans le syndicalisme postier, militant au Syndicat national des agents des PTT, une des organisations composantes de la Fédération nationale des travailleurs des PTT. Celle-ci, lors de la scission syndicale de 1922, était majoritairement restée dans la CGT de Léon Jouhaux. L’activité syndicale de René Belin et sa participation à une grève, lui valent en mai 1930 d'être révoqué. Réintégré peu de temps après, alors qu'il venait de prendre des responsabilités nationales au Syndicat des agents, c'est dans le militantisme qu'il s'investit.
Remarqué par Léon Jouhaux, il est l'un des principaux responsables de la CGT avant la Seconde Guerre mondiale : élu en 1933 au Bureau confédéral, il devint, pour les observateurs, le « secrétaire général adjoint » de l'organisation. 
Il anime au sein de la CGT une tendance pacifiste et résolument anticommuniste autour de l'hebdomadaire Syndicats. Rédacteur en chef, il signe l'éditorial  de ce périodique qui parait d'octobre 1936 à juin 1940. Son équipe est formée de Georges Dumoulin (UD-Nord), André Delmas et Ludovic Zoretti (Fédération générale de l'Enseignement), Marcel Roy (Métaux), Auguste Savoie (Alimentation), Pierre Vigne, Bard et Bertron (Mines), P. Milan et Bonnet (Habillement) et Raymond Froideval (Bâtiment). Dans les dernières semaines de sa parution, après le déclenchement de la Seconde Guerre mondiale, ses rédacteurs abandonnent leur pacifisme initial et soutiennent l'effort de guerre contre l'Allemagne nazie, pour se démarquer des communistes honnis, qui de bellicistes sont devenus pacifistes à la suite du pacte germano-soviétique d'août 1939. Ce journal préconise également l'indépendance du syndicalisme à l'égard des partis politiques, un « syndicalisme constructif » et la collaboration des classes sociales en vue d'un progrès économique et social.

### La Seconde Guerre mondiale
Après la débâcle militaire de 1940, René Belin choisit la voie de la révolution nationale et accepte de devenir ministre du Travail de Pétain du 14 juillet 1940 au 18 avril 1942, poste qu'il cumule avec la charge de la production industrielle du 23 février 1941 au 18 juillet de la même année. Jacques Barnaud, son directeur de cabinet, rédige la loi du décembre 1940 liquidant la CGT, texte signé par Belin.
Il cosigne la loi du 3 octobre 1940 portant statut des juifs, aux côtés de Philippe Pétain, Pierre Laval, Raphaël Alibert, Marcel Peyrouton, Charles Huntziger, Yves Bouthillier, Paul Baudouin et François Darlan.
Il est le principal rédacteur de la Charte du travail, un corporatisme à la française qui doit unir patrons et salariés (il en va de même à la campagne pour les propriétaires terriens et leurs fermiers). Sous son mandat sont dissoutes les confédérations syndicales et patronales (décret du 9 novembre 1940). En réaction à cette décision, douze syndicalistes rendent public le 15 novembre 1940 le texte titré « Principes du syndicalisme français », connu sous le nom de Manifeste des douze,, acte public d'opposition à la politique du gouvernement de Vichy.
Dans le même temps est instituée la retraite par répartition. Plusieurs lois sociales favorables aux salariés entrent en vigueur en 1940-1941 : institution d’un fonds national de chômage (11 octobre 1940), retraite des vieux travailleurs (14 mars 1941), extension des lois sociales aux salariés des professions libérales (21 mars 1941), création de l’allocation de salaire unique (29 mars 1941), statut des travailleurs à domicile (1er août 1941), réorganisation et renforcement de l’inspection du travail (31 octobre 1941).
Belin est décoré de la Francisque no 808 avec le parrainage d'Henry du Moulin de Labarthète, directeur du cabinet civil du maréchal Pétain et du docteur Bernard Ménétrel, chef du secrétariat particulier de Pétain.
C'est le 24 avril 1941, que le 1er mai est officiellement désigné comme la « fête du Travail et de la Concorde sociale » et devient un jour chômé et payé.
À son poste de ministre du Travail, Belin met en place dès janvier 1942, soit un an avant le décret sur le service du travail obligatoire (STO), la propagande officielle pour le recrutement de travailleurs français en Allemagne. La réunion a lieu avec les autorités d'occupation allemandes, qui pressent le gouvernement français depuis l'été précédent, où Jacques Barnaud et François Lehideux accompagnent Belin. Les termes de la propagande sont arrêtés par Belin lui-même.
Quelques semaines plus tard, Belin donne sa démission lorsque Laval, chassé de Vichy le 13 décembre 1940, revient au pouvoir le 16 avril 1942, sous la pression des Allemands.
À la Libération, il se cache à Paris, puis en Suisse, de 1947 à 1949. Il est traduit en justice et bénéficie d'un non-lieu le 29 janvier 1949 par un arrêt de commission d'instruction de la Haute Cour sans avoir à comparaître, eu égard à « son attitude d'opposition aux demandes des Allemands » et son souci d'assurer la défense des intérêts français.  

### L’après-guerre
Révoqué de l'administration postale par la Commission d'épuration des PTT en 1944, exclu des organisations auxquelles il appartenait avant guerre, il rejoint le Parti socialiste démocratique de Paul Faure et tente de relancer un syndicalisme indépendant et anticommuniste en aidant à la création de la Confédération générale des syndicats indépendants. Lui et son adjoint Laurat jouèrent un rôle discret mais efficace dans la scission de 1947 entre la CGT et Force ouvrière.[réf. nécessaire] Il fonde secrètement Front syndicaliste puis La Revue syndicaliste, dont il est le rédacteur en chef de 1949 à 1954. Il groupe autour de lui et d'un Cercle syndicaliste d'anciens syndicalistes exclus comme lui de la CGT et anticommunistes.
Il collabore sous son nom ou sous divers pseudonymes (Bertrand Gauderic, Paul Brière notamment) à d'autres périodiques, sur des questions essentiellement sociales et syndicales : Travail et liberté, La  Vie française, Paroles françaises d'André Mutter, le bulletin de la SEDEIS de Bertrand de Jouvenel, le Bulletin de Paris, France indépendante, l’hebdomadaire du CNIP, à la demande de Roger Duchet, Nouvelle revue de l'économie contemporaine d'Achille Dauphin-Meunier, L'Homme libre, l’hebdomadaire Le Présent (1952-53). Sans oublier les diverses publications de Georges Albertini[réf. nécessaire], ancien bras droit de Marcel Déat dont il était proche. Il est un temps proche de l'hebdomadaire La Nation française.
Il participe aux déjeuners mensuels du Centre des hautes études américaines de Dauphin-Meunier, dont les activités étaient financées conjointement par le CNPF, la Banque d'Indochine et la CIA[réf. souhaitée]. 
Il est l'un des premiers membres français d'une association transnationale conservatrice et catholique, le Centre européen de documentation et d'information (CEDI) au début des années 1950. Il intègre aussi en 1952 un club de réflexion patronal, également transnational, le Comité européen pour le progrès économique et social, dont il devient le secrétaire général du groupe français de 1954 à 1959. Il donne une conférence à ses membres en novembre 1958, affirmant que « les dangers que pouvaient faire courir la réalisation de la Communauté économique européenne avaient été fortement exagérés ».
Il est ensuite maire de Lorrez-le-Bocage de 1959 à 1965.

## Publications
- La Semaine de 40 heures et la réduction du temps de travail, Paris, Centre confédéral d'éducation ouvrière, 1937, 31 p. (BNF 31788316)
- Du secrétariat de la C.G.T. au gouvernement de Vichy, mémoires 1933-1942, Éditions de l'Albatros, Paris, 1978 (préface de Georges Lefranc)

## Distinctions
- Ordre de la Francisque

#### Ouvrages
- Georges Lefranc, Les Expériences syndicales en France 1939-1950, Montaigne, Paris, 1950
- Michel Dreyfus, Histoire de la CGT, Éditions Complexe, Paris, 1995
- Jean-Pierre Le Crom, Syndicats nous voilà ! Vichy et le corporatisme, Éditions de l'Atelier, Paris, 1995
- Dictionnaire biographique du mouvement ouvrier français, notice rédigée par Jean Maitron, Éditions de l'Atelier, 1997

#### Articles
- « Syndicalismes sous Vichy », numéro spécial de la revue Le Mouvement social, no 158, Jean-Louis Robert (dir.), janvier-mars 1992